# قشلاق کهل
قشلاق کهل یکی از روستاهای استان آذربایجان شرقی است که در دهستان ورگهان بخش مرکزی شهرستان اهر واقع شده‌است.این روستا ۵۷ نفر جمعیت دارد.